# A magyar labdarúgó-válogatott mérkőzései 1990-ben
A magyar labdarúgó-válogatottnak 1990-ben tíz találkozója volt. Bicskei Bertalant a Magyar Labdarúgó-szövetség felmentette a sikertelen vb-selejtezők után és Mészöly Kálmánt az 1980–83 közti időszak szövetségi kapitányát bízta meg újra. Javult is a válogatott mérlege, öt mérkőzést nyert a csapat és csak hármat vesztett, a Franciaország, Ausztria és az Anglia elleni találkozókat.
Szövetségi kapitány:
- Mészöly Kálmán  639–648.

## Eredmények
639. mérkőzés
| 1990. március 20. |

| Magyarország             | 2–0             | Egyesült Államok |
| ------------------------ | --------------- | ---------------- |
| Petres 39' Limperger 72' | (1–0) Részletek |                  |

| Üllői úti stadion, Budapest Nézőszám: 12 000 Játékvezető: Heinz Holzmann (AUT) |

640. mérkőzés
| 1990. március 28. |

| Magyarország             | 1–3             | Franciaország              |
| ------------------------ | --------------- | -------------------------- |
| Pintér A. 39' (11-esből) | (1–1) Részletek | Cantona 28' 67' Sauzée 71' |

| Népstadion, Budapest Nézőszám: 20 000 Játékvezető: Tadeusz Diakonowicz (POL) |

641. mérkőzés
| 1990. április 11. |

| Ausztria                           | 3–0             | Magyarország |
| ---------------------------------- | --------------- | ------------ |
| Artner 18' Ogris 42' Keglevits 81' | (2–0) Részletek |              |

| Lehen Stadion, Salzburg Nézőszám: 16 000 Játékvezető: Keith Hackett (ENG) |

642. mérkőzés
| 1990. május 28. |

| Magyarország          | 3–0             | Egyesült Arab Emírségek |
| --------------------- | --------------- | ----------------------- |
| Kovács K. 37' 64' 83' | (1–0) Részletek |                         |

| Costiéres Stadion, Nîmes Nézőszám: 500 Játékvezető: Lakhdar Benchabane (FRA) |

643. mérkőzés
| 1990. június 2. |

| Magyarország                    | 3–1             | Kolumbia   |
| ------------------------------- | --------------- | ---------- |
| Bognár Gy. 6' Kovács K. 14' 60' | (2–1) Részletek | Rincón 30' |

| Fáy utca, Budapest Nézőszám: 5 000 Játékvezető: Zvi Sharir (ISR) |

644. mérkőzés
| 1990. szeptember 5. |

| Magyarország                                    | 4–1             | Törökország |
| ----------------------------------------------- | --------------- | ----------- |
| Kovács K. 3' Kozma 5' Kiprich 8' 75' (11-esből) | (3–0) Részletek | Çolak 54'   |

| Megyeri út, Budapest Nézőszám: 3 000 Játékvezető: Michał Listkiewicz (POL) |

645. mérkőzés
| 1990. szeptember 12. |

| Anglia      | 1–0             | Magyarország |
| ----------- | --------------- | ------------ |
| Lineker 45' | (1–0) Részletek |              |

| Wembley Stadion, London Nézőszám: 52 000 Játékvezető: Erik Fredriksson (SWE) |

646. mérkőzés – Eb-selejtező
| 1990. október 10. |

| Norvégia | 0–0       | Magyarország |
| -------- | --------- | ------------ |
|          | Részletek |              |

| Brann Stadion, Bergen Nézőszám: 8 000 Játékvezető: John Spillane (IRL) |

647. mérkőzés – Eb-selejtező
| 1990. október 17. |

| Magyarország  | 1–1             | Olaszország              |
| ------------- | --------------- | ------------------------ |
| Disztl L. 16' | (1–0) Részletek | R. Baggio 54' (11-esből) |

| Népstadion, Budapest Nézőszám: 30 000 Játékvezető: Bo Karlsson (SWE) |

648. mérkőzés – Eb-selejtező
| 1990. október 31. |

| Magyarország                                                             | 4–2             | Ciprus                        |
| ------------------------------------------------------------------------ | --------------- | ----------------------------- |
| Lőrincz 1' Hrisztodulu 19' (öngól) Kiprich 21' (11-esből) 67' (11-esből) | (3–1) Részletek | Xiuruppasz 14' Tszolakisz 90' |

| Hungária út, Budapest Nézőszám: 4 000 Játékvezető: Plarent Kotherja (ALB) |